# Engenho de Santana

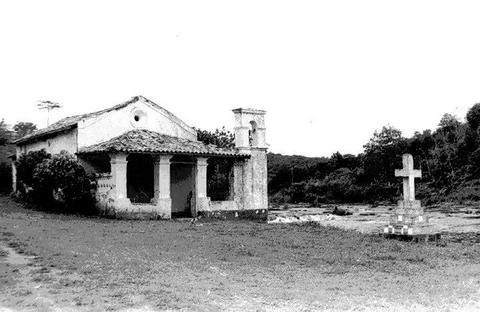
Capela de Santana, remanescente do Engenho de Santana (década de 1930)

O Engenho de Santana localizava-se em Ilhéus, no Sul da Bahia, e foi criado no século XVI por um governador, herdado pela filha dele e, mais tarde, pelo marido dela, o Conde de Linhares. Este engenho durante toda sua existência teve uma forte incidência de levantes escravos, tendo o maior deles ocorrido em 1789.
Por volta de 1573, Santana tinha 130 escravos, mas, por ser um tanto distante e isolada, sofreu ataques indígenas entre 1590 e 1601. Por volta de 1618, a ordem dos jesuítas havia adquirido Santana por herança.

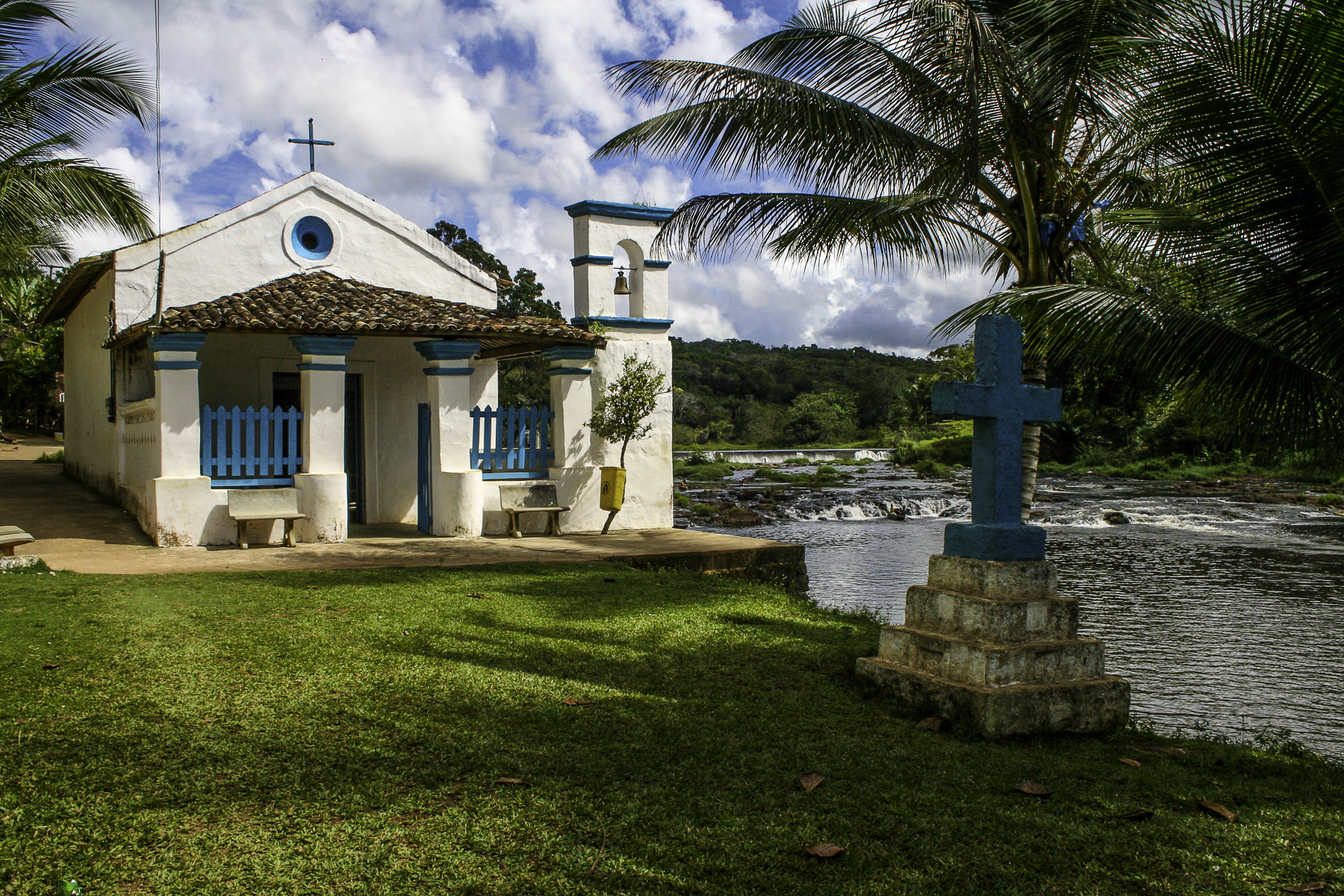
A capela em 2009

Sob propriedade dos jesuítas, havia inúmeras reclamações dos maus hábitos dos escravos, que eram descritos como lentos, briguentos, e queriam tirar sempre vantagens, havendo muitos roubos. A baixa produção de açúcar nesse período fez com que, em 1630, o engenho passasse a trabalhar com a extração de madeira e a produção de gêneros alimentícios. Entre 1730-1745, uma série de administradores jesuítas seguiu uma política de promoção de casamentos, que produziu uma comunidade escrava caracterizada por alta proporção das unidades residenciais comandadas por casais.
A tradição de rebeldia dos escravos e a baixa capacidade econômica do engenho fizeram com que houvesse dificuldades de conseguir um comprador depois que Santana foi confiscada dos jesuítas em 1759. Apenas na década de 1770 Santana foi comprada por Manoel da Silva Ferreira, que conseguiu recuperar o engenho economicamente. Por volta de 1790 havia 300 escravos. O tamanho do contingente escravo era excepcional para engenhos baianos e o nível de produtividade era o máximo que um engenho brasileiro conseguia produzir nesse período.